# Pachira cubensis
Pachira  cubensis, llamada comúnmente ceibón, es una especie de planta fanerógama pertenecienbte a la familia Bombacaceae que es originaria de Cuba.  

## Descripción
Es un árbol que llega a medir hasta 12 m de altura, caducifolio. Tronco utriculoso, corteza verdosa. Ramas glabras. Hojas hacia los extremos de las ramas, 5-9 digitado-compuestas. Folíolos de 2-10 cm de largo y 1-4 cm de ancho; herbáceos o papiráceos; oblongo-obovados; ápice emarginado; base aguda, angostamente decurrente; margen irregular y plano, grisáceos cuando secos; penninervios. Pecíolos de hasta 8 cm de largo, cilíndricos, glabros. Peciólulos cortos. Flores solitarias, actinomorfas, de 11-12 cm de largo, axilares o subterminales. Pétalos 5, de 10.5-11.5 cm de largo y de 1.1-1.4 cm de ancho; oblongo-lanceolados; ápice agudo; densamente pubérulos a tomentulosos externamente y pubérulos interiormente. Cápsula de 6-7.5 cm de largo y de 2.8-3.5 cm de ancho, ovoidea. Semillas numerosas, de 0.5-0.7 cm de largo, piriformes, con abundante lana amarillenta, anemocoras.

## Taxonomía
Pachira cubensis fue descrita por (A.Robyns) Fern.Alonso  y publicado en Revista de la Academia Colombiana de Ciencias Exactas, Físicas y Naturales 27(102): 36. 2003
Sinonimia
- Bombacopsis cubensis A.Robyns	[3]